# The Matrix Reloaded: The Album
The Matrix Reloaded: The Album es la banda sonora de la película The Matrix Reloaded publicada en 2003. Está dividida en dos discos: el primero tiene una selección de canciones que aparecen en la película y el segundo disco contiene la banda sonora original (instrumental) de la película.

## Lista de pistas

### Disco 1
1. "Session" de Linkin Park — 2:23
2. "This Is the New Shit" de Marilyn Manson — 4:19
3. "Reload" de Rob Zombie — 4:25
4. "Furious Angels" (Instrumental) de Rob Dougan — 5:29
5. "Lucky You" de Deftones — 4:08
6. "The Passportal" de Team Sleep — 2:55
7. "Sleeping Awake" de P.O.D. — 3:23
8. "Bruises" de Ünloco — 2:36
9. "Calm Like a Bomb" de Rage Against the Machine — 4:58
10. "Dread Rock" de Oakenfold — 4:39
11. "Zion" de Fluke — 4:33
12. "When the World Ends (Oakenfold Remix)" de Dave Matthews Band 5:26

### Disco 2
1. "Main Title" de Don Davis — 1:30
2. "Trinity Dream" de Don Davis — 1:56
3. "Teahouse" de Juno Reactor featuring Gocoo — 1:04
4. "Chateau" de Rob Dougan — 3:23
5. "Mona Lisa Overdrive" de Juno Reactor/Don Davis — 10:08
6. "Burly Brawl" de Juno Reactor vs. Don Davis — 5:52
7. "'Matrix Reloaded' Suite" de Don Davis — 17:34

## Canciones que no aparecen en los discos
Esta es la lista completa de canciones compuestas por Don Davis. Algunas canciones no aparecen en el disco.
(Por orden de aparición)
Primer disco
1. Code Flow — 1:32
2. Trinity Dream — 1:59
3. Enter The Nebuchadnezzar — 1:11
4. Smith at the Door — 4:16
5. Smith vs. Smith — 0:39
6. Komit — 0:37
7. Free Flight — 3:11
8. Wonder of Zion — 1:22
9. The Lascivious Lift — 1:13
10. Link and Zee — 2:15
11. Morpheus on the Mount — 0:54
12. Goodbye Zion — 0:23
13. The Bane Transformation — 1:13
14. First, I Must Apologize — 1:11
15. Teahouse (feat. Gocco) — 1:06
16. The Industrial Highway — 1:16
17. Oracle Oratory — 2:06
18. Purpose That Created Us — 3:07
19. Burly Brawl — 5:53
20. Burly Brawl (Alternate) — 1:33
21. Multiple Replication — 4:28
22. The Council of Cool — 2:06
23. Meeting Merovingian — 1:47
24. Niaiserie — 6:00
25. Choice Is An Illusion — 2:41
26. Sample This — 3:51

Segundo disco
1. Meet the Keymaker — 0:55
2. Some Skill — 0:45
3. Chateau - Rob Dougan — 3:26
4. Chateau Swashbuckling (Unused) — 3:49
5. Double Trouble — 2:22
6. Mona Lisa Overdrive (feat. Juno Reactor) — 10:11
7. Truck vs. Truck — 4:26
8. The Plan — 4:18
9. Final Flight of the Vigilant— 3:00
10. Kill the Keymaker — 3:05
11. Doddering Old Fool — 0:48
12. The Problem Is Choice — 3:14
13. Window Switch — 4:10
14. Neo Miraculous — 3:38
15. No More Nebuchadnezzar — 4:02
16. Contusión Conclusión — 1:16